# I Got the Feelin' (singolo James Brown)
I Got the Feelin' è un singolo del cantante statunitense James Brown pubblicato nell'aprile 1968 e contenuto all'interno dell'album omonimo.